# B.G. Knocc Out
Al Hasan Naqiyy (né Arlandis Tremel Hinton le 23 janvier 1975), connu professionnellement sous le nom de B.G. Knocc Out, est un rappeur américain originaire de la côte Ouest. Ayant grandi à Compton et Watts, en Californie, il s’est impliqué dans la vie de gang avant d’entrer sur la scène rap aux côtés de son demi-frère aîné, Dresta. En 1993, après avoir été découvert par Eazy-E grâce à Dresta, Naqiyy prend part à la rivalité naissante entre Eazy-E et Dr. Dre en posant un couplet, improvisé sur le moment, sur le morceau historique “Real Muthaphuckkin Gs”, largement considéré comme l’un des meilleurs diss tracks de tous les temps. Le single devient une référence dans le hip-hop, atteignant la 42e place du Billboard Hot 100 et définissant le style brut et combatif des morceaux de clashs de la côte Ouest dans les années 1990.
En 1995, Naqiyy et Dresta sortent leur premier album studio, Real Brothas. L’album atteint la 128e place du Billboard 200, la 15e des Top R&B Albums, et la 5e du classement Heatseekers. À la même époque, Naqiyy apparaît également en featuring sur plusieurs albums marquants du hip-hop, notamment Str8 off tha Streetz of Muthaphukkin Compton (1996) de Eazy-E, One Mo Nigga ta Go (1996) de DJ Yella, et T.H.U.G.S. Trues Humbly United Gatherin' Souls (1996) de Flesh-n-Bone.
En 1998, Naqiyy est condamné à dix ans de prison. Pendant son incarcération, il se convertit à l’islam et change son nom de naissance après avoir étudié cette religion. À sa sortie en 2008, il reprend sa carrière musicale avec les albums Eazy-E's Protege (2011), Nutty by Nature (2015), Blocc Boyz (2015), St. L.A. (2015), Uncommon (2017), Da New Crip (2017), et 5st Regime Change (2018).

## Biographie

### 1975 à 1993: de l’enfance à la percée musicale
Al Hasan Naqiyy est né à Compton, en Californie, le 23 janvier 1975, sous le nom d’Arlandis Hinton. Il a été élevé par une mère célibataire, Christine Thomas, et avait un demi-frère aîné, Andre Wicker (connu sous le nom de Dresta). Ayant grandi à Compton et Watts, des quartiers fortement marqués par l’influence des gangs, Hinton s’est affilié au gang Nutty Blocc Compton Crip aux côtés de son frère.
Alors qu’il était encore un rappeur en devenir, Naqiyy a raconté qu’un label avait reçu sa démo et, bien qu’ils aient aimé son style, ils préféraient l’intégrer au collectif Bloods & Crips dans le cadre du projet Bangin' on Wax, sorti en 1993 et centré sur la culture des gangs. Il a refusé l’offre, la considérant comme un «suicide», et a expliqué: «J’étais totalement contre ça, j’ai dit “Non,” parce que je savais ce qu’ils voulaient que je fasse. Ils voulaient que je clashe mes ennemis, que je clashe le camp rouge [les Bloods] et toutes ces choses-là, et j’ai pensé, “C’est de la folie. Qu’est-ce que vous essayez de faire, là?” Je n’aurais même pas pu survivre si j’étais sorti avec un son comme ça. Beaucoup de gens sont morts à cause de ce disque, des deux côtés. Ce disque a causé énormément de meurtres. Beaucoup de meurtres, des filles, des gars. Un de mes amis, Big Freeze, de Franklin Squares à Watts, fait partie de ceux qui ont été tués après avoir participé à ce disque.»
À la même époque, Naqiyy explique avoir «pris exemple sur DJ Quik, parce qu’avant de sortir son premier album, la plupart de ses morceaux circulaient dans l’underground et c’était tous des sons de gangs. Avant de modifier beaucoup de paroles, il disait déjà toutes ces choses-là. Et quand il a enfin percé, il a subi beaucoup de résistance du côté bleu [les Crips].»
En 1993, Naqiyy amorce véritablement sa carrière après sa rencontre avec le rappeur‑producteur Eric “Eazy‑E” Wright. À cette époque, Eazy‑E est en plein clash avec ses anciens partenaires Andre “Dr. Dre” Young et Calvin “Snoop Dogg” Broadus et prépare une riposte à leur morceau offensif. Tandis qu’il élabore sa réponse, l’un de ses proches entend parler de deux demi‑frères, tous deux membres des Nutty Blocc Compton Crips qui rappent.
L’associé se rend chez les frères, repère Dresta et l’emmène aussitôt en studio, où Eazy‑E lui conte ses démêlés avec Dr. Dre. Inspiré, Dresta écrit les paroles d’un duo entre Eazy‑E et lui. Le lendemain, il revient accompagné de Naqiyy, qui improvise sur‑le‑champ un couplet supplémentaire. Revenant sur cette embauche éclair, Naqiyy explique : « Au début des années 90, Snoop s’est retrouvé mêlé au beef entre Dre et Eazy. De la même façon, quand mon frère Dresta Da Gangsta et moi avons rencontré Eazy, nous sommes tombés dans un conflit qui ne nous concernait pas. On a fini par clasher Snoop, Death Row et Tha Dogg Pound… On était juste des jeunes tête brûlée habitués aux embrouilles, donc ça ne nous faisait pas peur. »
Le résultat est le single « Real Muthaphuckkin Gs », devenu l’un des diss tracks les plus marquants de l’histoire du hip‑hop : un titre d’une brutalité sans fard qui expose sans pitié le passé de ses adversaires et pulvérise leur image publique. Le morceau offre à Eazy‑E son plus grand succès solo, grimpant jusqu’à la 42ᵉ place du Billboard Hot 100, et impose un style frontal et sans filtre qui influencera durablement les futurs clashes,,.
Le single annonce l’album It’s On (Dr. Dre) 187um Killa (1993), où Naqiyy apparaît également sur « Down 2 Tha Last Roach »,. L’album sera certifié double disque de platine, et le critique Mike Floyd dans The News Tribune)saluera Naqiyy comme un « nouveau talent prometteur ».

### 1994 à 1996: premiers succès et collaborations
En août 1995, Naqiyy et Dresta sortent leur premier album studio, Real Brothas, sous les labels Def Jam Records et Outburst Records. L’album atteint la 128ᵉ place du Billboard 200, la 15ᵉ place du classement Top R&B Albums (États-Unis), et la 5ᵉ place du Heatseekers Albums.
Durant cette période, Naqiyy apparaît en featuring sur plusieurs albums phares du hip-hop, notamment Cha-licious (1994) de Menajahtwa, Knock On Wood (1995) de Murder Squad, Str8 off tha Streetz of Muthaphukkin Compton (1996) de Eazy-E, One Mo Nigga ta Go (1996) de DJ Yella, et T.H.U.G.S. Trues Humbly United Gatherin' Souls (1996) de Flesh-n-Bone.

### 1998 à 2008: parenthèse carcérale
En 1998, Naqiyy est reconnu coupable de tentative de meurtre et purge une peine de dix ans de prison. Il termine sa sentence en 2008. Naqiyy explique «j’ai été accusé de tentative de meurtre, mec. C’était un truc de quartier. Moi et quelques potes, on s’est embrouillés avec un autre gang. L’un de mes gars s’est fait tirer dessus, alors on a riposté.»
Durant cette période, ses apparitions les plus notables ont lieu sur l’album 5th Dog Let Loose (2000) de Flesh‑n‑Bone, ainsi que sur Dogg Chit (2007) de Tha Dogg Pound.

### 2011 à aujourd’hui: retour à la musique et projets récents
En 2011, Naqiyy fait son retour avec l’album Eazy-E’s Protege. Il explique avoir choisi ce titre car, selon lui : « Je n’aime pas le fait que, dans l’industrie, après la mort de Tupac Shakur, tout le monde l’a salué, même ses soi-disant ennemis. Quand Notorious B.I.G. est mort, tout le monde l’a honoré aussi. Mais quand Eazy est parti… qui a vraiment cité son nom parmi les grands du hip-hop ? Pas grand monde. Et pourtant, Eazy est la raison, la véritable raison, pour laquelle on peut aujourd’hui prendre le micro et dire ce qu’on veut, s’exprimer comme on le fait. Il fait partie des fondations qui nous permettent de parler librement sur disque. Il a affronté le FBI, personne d’autre n’a fait ça. Alors comment peut-on ne pas lui donner le respect qu’il mérite ? Et ce n’est pas juste parce que c’était mon ami : il a ouvert la voie pour nous tous, que ça plaise aux gens ou non. Je veux juste que les gens n’oublient pas cet homme. Je connais des jeunes aujourd’hui qui ne savent même pas qui il est. Et c’est triste. Vraiment triste. Alors je veux le représenter, je veux m’assurer qu’on ne l’oublie pas. C’est pour ça que je fais ce que je fais. »
Par la suite, Naqiyy enchaîne plusieurs albums Nutty by Nature, Blocc Boyz et St. L.A. en 2015, puis Uncommon et Da New Crip en 2017, et enfin 5st Regime Change en 2018.
Le 10 août 2019, il sort le single “Nobody Move”, en collaboration avec Ricc Rocc et Michael ACE.

## Discographie

### Albums studio
- Eazy-E's Protege (2011)
- Nutty by Nature (2015)
- Blocc Boyz (2015)
- Uncommon (2017)
- Da New Crip (2017)
- 5st Regime Change (2018)

### Albums collaboratifs
- Real Brothas avec Dresta (1995)
- St. L.A. avec Nutty Nutt (2015)

### Compilations
- Features (2017)

### EP
- 1-Up (2017)